# Bisschoppelijk kasteel van Bodzentyn
Het bisschoppelijk kasteel van Bodzentyn (Pools: Zamek w Bodzentynie) is een ruïne nabij Bodzentyn. Het kasteel is een beschermd architectonisch monument.

## Geschiedenis
De eerste bewoner en stichter van het kasteel is de bisschop Florian Mokrski. De laatste bewoner was de bisschop Kajetan Sołtyk. Na zijn dood in 1788 nam de staat het complex over. Het kasteel  is eerst als graanschuur en later als militair ziekenhuis gebruikt. Het complex is in 1814 verlaten en sindsdien in een ruïne veranderd.
In de crypte onder het kasteel is een glazen doodskist met het vermoedelijke stoffelijke overschot van prins Jeremi Wiśniowiecki.

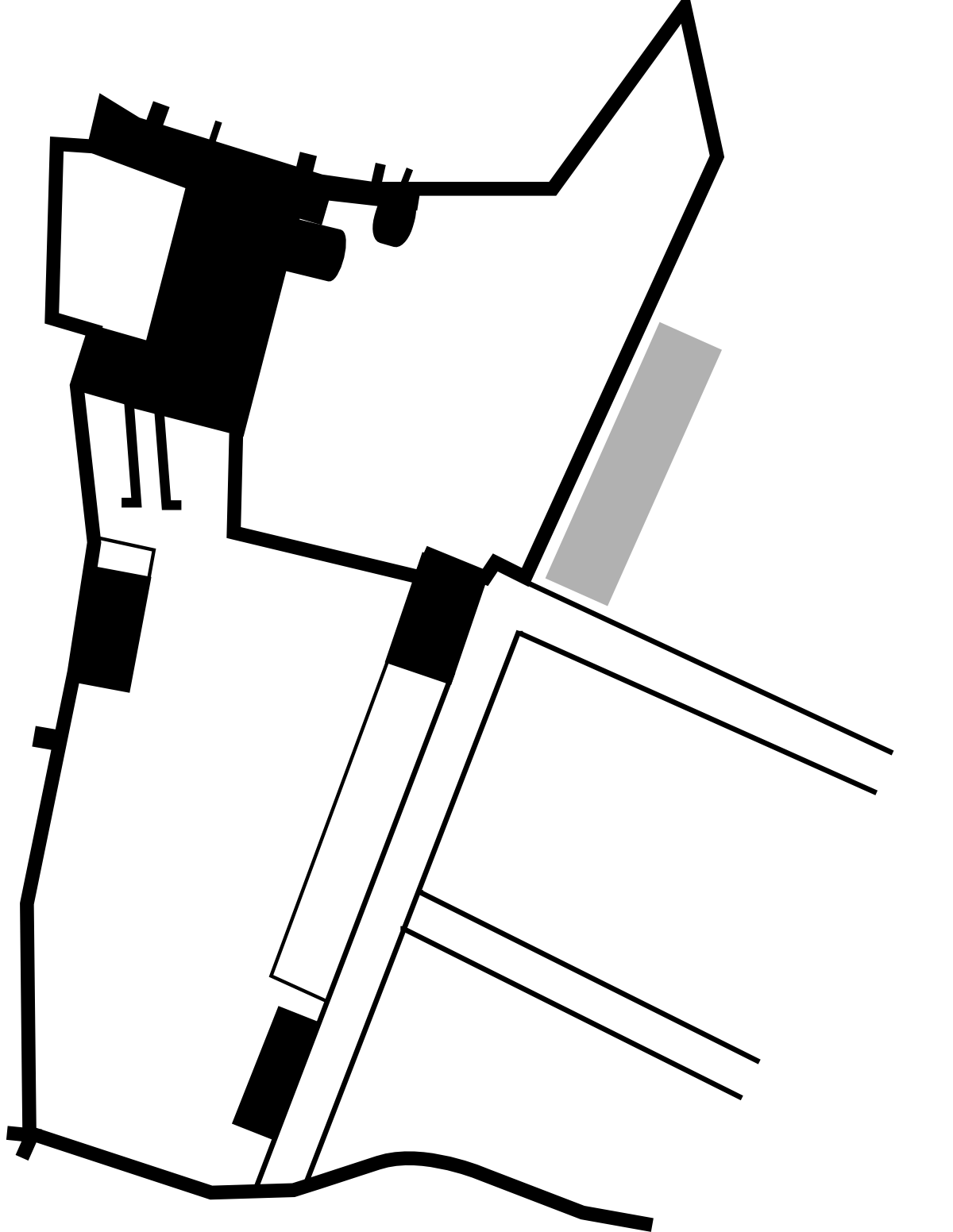
Plattegrond van het kasteel